# Nus (Vall d'Aosta)
Nus (arpità Nus) és un municipi italià, situat a la regió de Vall d'Aosta. L'any 2007 tenia 2.755 habitants. Limita amb els municipis de Bionaz, Fénis, Oyace, Quart, Saint-Marcel, Torgnon i Verrayes.

## Administració

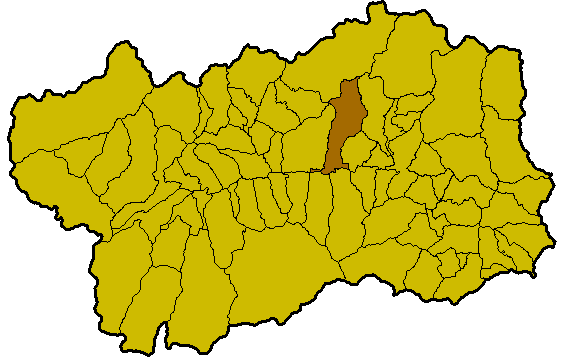
Situació de Nus a la Vall

| Període | Identitat                  | Partit        |
| ------- | -------------------------- | ------------- |
| 2005-   | Gian Marco Giuseppe Grange | Llista cívica |